# Miss Daisy sofőrje
A Miss Daisy sofőrje (eredeti cím: Driving Miss Daisy) 1989-ben bemutatott amerikai film, Morgan Freeman, Jessica Tandy és Dan Aykroyd főszereplésével, Bruce Beresford rendezésében. A forgatókönyvet saját színdarabja alapján Alfred Uhry írta. A filmet három Golden Globe-díj mellett négy Oscar-díjjal jutalmazták.

## Cselekménye
|  | Alább a cselekmény részletei következnek! |

A történet a negyvenes évek végének Atlantájában kezdődik. A koros Miss Daisy Werthan egy módos, de makacs, határozott, zsidó származású nyugdíjas tanárnő, akinek mindenről és mindenkiről megvan a határozott véleménye, és szentül hiszi azt is, hogy minden fontosat el tud egymaga is intézni. Például el tud menni autóval a boltba. Miután azonban a sokadik autót töri össze, legutóbb a szomszéd kertjében landolva, jó szándékú fia, a szövőgyáros Boolie úgy dönt, keres egy megbízható sofőrt az anyja mellé, mivel a sok baleset miatt már a biztosítók sem akarnak vele szerződni. A munkahelyén találkozik egy talpraesettebb, középkorú, színes bőrű férfival, Hoke Colburnnel, akit, miután az segít kimenteni egyik munkását a liftből, felvesz sofőrnek az anyja mellé. Boolie figyelmezteti Hoke-ot, hogy az anyja "nehéz eset", de a férfi vállalja a megbízatást. Miss Daisy nem örül neki, hogy egy "mihaszna sofőr lebzseljen a házban", de mivel őt Boolie vette fel, sokat nem tehet. Némi zsörtölődéssel töltött idő múlva azonban végül is belemegy, hogy a türelmes Hoke elvigye a boltba. Ettől kezdve Hoke ténylegesen a sofőrje lesz, és viszi mindenhova, boltba, zsinagógába, családi ünnepekre. Mindeközben a két, előítéletekkel megbélyegzett kisebbséghez tartozó ember az évek alatt megtanulja kölcsönösen tisztelni egymást, és mindketten tanulnak a másiktól. Miss Daisy írni-olvasni is segít megtanítani Hoke-ot, a férfi pedig segít ahol lehet, és arra is ráébreszti az asszonyt, hogy van rosszabb is, mint egy hiányzó halkonzerv a kamrában. Ennek eredménye az évtizedekig tartó barátság Miss Daisy és Hoke között.
|  | Itt a vége a cselekmény részletezésének! |

## Szereplők
| Szereplő           | Színész        | Magyar hang   |
| ------------------ | -------------- | ------------- |
| Hoke Colburn       | Morgan Freeman | Rajhona Ádám  |
| Miss Daisy Werthan | Jessica Tandy  | Tolnay Klári  |
| Boolie Werthan     | Dan Aykroyd    | Vass Gábor    |
| Florine Werthan    | Pattie LuPone  | Vándor Éva    |
| Idella             | Esther Rolle   | Pásztor Erzsi |

## Fontosabb díjak, jelölések

### Oscar-díj(1990)
- díj: legjobb film (Richard D. Zanuck és Lili Fini Zanuck)
- díj: legjobb női főszereplő (Jessica Tandy)
- díj: legjobb adaptált forgatókönyv (Alfred Uhry)
- díj: legjobb smink (Manlio Rocchetti, Lynn Barber és Kevin Haney)
- jelölés: legjobb férfi főszereplő (Morgan Freeman)
- jelölés: legjobb férfi mellékszereplő (Dan Aykroyd)
- jelölés: legjobb látványtervezés (Bruno Rubeo és Crispian Sallis)
- jelölés: legjobb jelmez (Elizabeth McBride)
- jelölés: legjobb vágás (Mark Warner)

### BAFTA-díj(1991)
- díj: legjobb női főszereplő  (Jessica Tandy)
- jelölés: legjobb rendező (Bruce Beresford)
- jelölés: legjobb film (Bruce Beresford, Richard D. Zanuck és Lili Fini Zanuck)
- jelölés: legjobb adaptált forgatókönyv (Alfred Uhry)

### Berlini Nemzetközi Filmfesztivál(1990)
- díj: Ezüst Medve (legjobb színészpáros) (Jessica Tandy, Morgan Freeman)
- jelölés: Arany Medve (Bruce Beresford)

### Golden Globe-díj(1990)
- díj: legjobb filmdráma
- díj: legjobb női főszereplő (filmdráma) (Jessica Tandy)
- díj: legjobb férfi főszereplő (filmdráma) (Morgan Freeman)